# グルホフ公国
グルホフ公国（ロシア語: Глуховское княжество）は、13世紀から15世紀にかけて存在した、ルーシの諸公国の一つである。首都はグルホフ（現フルーヒウ）におかれ、成立当初はチェルニゴフ公国の分領公国であった。

## 歴史
グルホフ公として最初に言及されるのは、チェルニゴフ公ミハイルの子のセミョーンである。ミハイルがジョチ・ウルスに殺害された後、チェルニゴフ公ミハイルの3人の子が公国領を分割相続したことで、グルホフ公国が形成された。
1369年、グルホフ公国は首都をノヴォシリに移し、グルホフ公位は消滅した。14 - 15世紀にかけて、グルホフ公国から、ノヴォシリ公国（さらにベリョーフ公国(ru)、オドエフ公国、ヴォロトィンスク公国）、ウスチエ公国が分裂したことになる。なおグルホフは1407年にリトアニア大公国に占領されてもいる。
16世紀には、これらの旧グルホフ公国領は全てモスクワ大公国に吸収された。
また、これら諸公国の公の子孫は、モスクワ大公国など後続のロシア国家の中で、ベリョーフスキー家(ru)、オドエフスキー家(ru)、ボロトィンスキー家(ru)ら貴族の家系として存続した。